# La Croisille-sur-Briance
La Croisille-sur-Briance är en kommun i departementet Haute-Vienne i regionen Nouvelle-Aquitaine i västra Frankrike. Kommunen ligger i kantonen Châteauneuf-la-Forêt som tillhör arrondissementet Limoges. År 2022 hade La Croisille-sur-Briance 690 invånare.

## Befolkningsutveckling
Antalet invånare i kommunen La Croisille-sur-Briance
| Referens: INSEE |